# Dobrolet Airlines
Dobrolet (russisch Добролёт, transkribiert Dobroljot) war eine russische Billigfluggesellschaft und hundertprozentige Tochter von Aeroflot. Erste Flüge wurden im Juni 2014 absolviert.

## Geschichte
Dobrolet wurde 2013 als Billigflugtochter der Aeroflot gegründet, das erste Ziel war im Juni 2014 Simferopol auf der von Russland annektierten Krim. Anfang August 2014 musste Dobrolet den Betrieb nach nicht mal zwei Monaten wieder einstellen. Die Europäische Union verhängte in Folge des Absturzes von Malaysia Airlines Flug 17, welcher mutmaßlich durch prorussische Separatisten abgeschossen wurde, ein Flugverbot. Ebenfalls hat die irische Leasinggesellschaft SMBC Aviation Capital die Leasingverträge für die beiden Boeing 737-800, die einzigen aktiven Flugzeuge der Airline, mit sofortiger Wirkung gekündigt. Hintergrund war die Durchführungsverordnung 826/2014 der EU, welche EU-Bürgern und Firmen geschäftliche Beziehungen mit Dobrolet verbot, da Dobrolet aufgrund der Fokussierung auf die Krim die territoriale Souveränität der Ukraine untergrabe.

### Weiternutzung des Namens
Aeroflot hat zuerst angekündigt, dass Ende Oktober 2014 eine neue Billigflugtochter Dobrolet Plus (gleicher IATA-Code) den Betrieb wieder aufnehmen soll. Dann wurde der Name auf Bjudschetny perewostschik (auf Deutsch: Budgetanbieter) geändert und schließlich nahm sie den Flugbetrieb unter dem Namen Pobeda (auf Deutsch: Sieg) am 1. Dezember 2014 wieder auf.

## Flugziele
Beginnend mit dem 10. Juni 2014 bestand eine Flugverbindung Moskau – Simferopol – Moskau.
Bis August 2014 sollten vier weitere Verbindungen eingerichtet werden, dazu kam es jedoch nie:
- Moskau – Perm – Moskau
- Moskau – Samara – Moskau
- Moskau – Ufa – Moskau
- Moskau – Wolgograd – Moskau

## Flotte
Vor der Einstellung des Betriebs bestand die Flotte der Dobrolet Airlines aus drei Flugzeugen:
- 2 Boeing 737-800 (geleast von SMBC Aviation Capital)
- 1 Suchoi Superjet 100 (inaktiv, trotz Betriebseinstellung Stand August 2014 immer noch auf Dobrolet zugelassen)